# Zaccaria Negroni
Zaccaria Negroni (Marino, 17 febbraio 1899 – Marino, 1º dicembre 1980) è stato un politico italiano e un uomo vicino alla Chiesa cattolica quale Servo di Dio.
Il 7 ottobre 1997 il vescovo di Albano Dante Bernini ne ha aperto il processo di beatificazione.

## Biografia

### Gli studi e la formazione
Consegue il diploma di perito in una scuola tecnica di Roma, che gli consente l'iscrizione al Politecnico di Torino, facoltà di Ingegneria. Nel 1917 viene chiamato alle armi in anticipo, a causa della disfatta di Caporetto. Finita la guerra riprende gli studi al politecnico, dove si laurea il 23 dicembre 1923.
Tornato a Marino si dedica prevalentemente all'educazione dei giovani, alle scuole di catechismo, collaborando attivamente con l'abate parroco monsignor Guglielmo Grassi, vescovo, sotto la cui guida costituisce il primo nucleo dei Discepoli di Gesù e fonda l'Oratorio Parrocchiale San Barnaba.
Nel 1928, dopo l'assemblea generale, Negroni, eletto consigliere nazionale dell'Azione Cattolica, riceve l'incarico di delegato centrale Aspiranti dal presidente Jervolino. Tramite il giornale "L'Aspirante", il Servo di Dio dialoga con i "suoi" ragazzi di A.C., ai quali trasmette il pensiero della Chiesa e le motivazioni spirituali del movimento aspirantistico.
Fu molto impegnato nella diffusione dell'editoria. A Marino fondò la tipografia "Santa Lucia", che ha formato una generazione di tipografi. 
Nel 1937 è tra i fondatori dell'Editrice AVE.

### L'impegno politico

#### Sindaco di Marino
Poco dopo l'annuncio dell'armistizio, il 9 settembre 1943 si costituì formalmente il gruppo che avrebbe dato vita al locale Comitato di Liberazione Nazionale, composto da esponenti di tutte le forze politiche antifasciste. Sebbene ne fosse segretario il democristiano Carlo Colizza, Negroni ne fu l'anima. Lui stesso raccolse poi le memorie del periodo di guerra in un libro, "Marino sotto le bombe", pubblicato in prima edizione nel 1947.
L'attività del CLN marinese consisté soprattutto nell'assistenza agli sfollati dei bombardamenti aerei anglo-americani (il più grave si verificò il 2 febbraio 1944). Negroni, in particolare, rappresentò un punto di riferimento per la cittadina nei mesi più bui della guerra, in assenza di qualsiasi autorità costituita. Negli ultimi giorni di guerra, alla fine del maggio 1944, il commissario prefettizio, dislocato a Roma, raggiunse Marino per annunciare l'ordine di sfollamento del centro abitato, disposto dai tedeschi: Negroni si prese la responsabilità di far eseguire l'ordine, in realtà non eseguendolo, per evitare ai pochi abitanti rimasti in paese l'umiliazione ed i pericoli dello sfollamento.
Giocoforza, subito dopo la Liberazione, il 4 giugno 1944, Negroni venne nominato sindaco pro tempore di Marino dal governo militare alleato. La sua prima Giunta fu composta da Reginaldo Baroncini, Massimino Camerata, Carlo Colizza, Olo Galbani, Renato Frezza, Edoardo Giardini, Achille Marini, Felice Tisei ed Ugo Zannoni. 
La nuova Amministrazione si diede da fare per risolvere gli enormi problemi della ricostruzione: una delle iniziative più originali è quella di "Marino nuova", un programma di lavori pubblici che aveva il doppio scopo di risistemare la disastrata viabilità locale e di dare lavoro ai numerosi disoccupati (non senza la preoccupazione di evitare altre occupazioni di terre ad opera di militanti comunisti, che si registrarono verso il finire del 1944 in tutti i Castelli Romani). Per finanziare i lavori di "Marino nuova" Negroni creò un "Fondo di solidarietà cittadina", un conto separato dal bilancio comunale, "a carattere straordinario e di contingenza": Il Fondo fu inizialmente alimentato da donazioni di generosi marinesi, possidenti terrieri o imprenditori, ma anche semplici cittadini. La paga base di ogni operaio è di 250 lire giornaliere: al settembre 1945 si calcola che il Fondo avesse assicurato a centinaia di disoccupati 7000 ore lavorative, per un totale di oltre due milioni di lire.
Tuttavia a fine dicembre 1945, il Fondo inizia a restare vuoto, e le giornate lavorative scoperte, per alcune centinaia di migliaia di lire. Per questo ed altri problemi amministrativi, vista l'incomprensione della cittadinanza e di alcuni partiti che sostenevano la sua Giunta, Negroni si dimise da sindaco il 26 gennaio 1946, scrivendo: "non sarei rimasto neppure un istante al posto di sindaco il giorno in cui una sola famiglia di Marino fosse rimasta senza pane perché senza lavoro".
Alle successive elezioni amministrative del 18 marzo 1946 fu presentata una lista unica di 48 candidati di tutti i partiti. Negroni era il capolista, ma risultò alla fine venticinquesimo degli eletti, correndo addirittura il rischio di essere escluso dal Consiglio comunale. Fu eletto sindaco il socialdemocratico Olo Galbani. Al riguardo dell'insuccesso elettorale di Negroni, dopo il suo infaticabile operato nel periodo di guerra, si è detto che "nemo propheta in patria": probabilmente Marino non comprese pienamente il valore dell'uomo.

#### Nel dopoguerra
È eletto presidente della giunta dell'Azione Cattolica della Diocesi di Albano nel 1949, incarico che fu riconfermato sei volte, fino al 1976.
Nel 1953 viene eletto Senatore della Repubblica al Collegio di Velletri.
Eletto poi Deputato al Parlamento per il Collegio XIX di Roma, Viterbo, Latina e Frosinone, nel 1958.
Dal 1957 al 1966 ricopre l'incarico di presidente nazionale dell'ACAI (Associazione Cristiana Artigiani Italiani).
È presidente dell'Ente Nazionale per l'Artigianato e la Piccola Industria (ENAPI) dal 1963 al 1970.
Dal 1970 al 1973 Negroni, oltre che docente di religione alla Scuola Magistrale Mons. Grassi di Marino, svolge anche la funzione di preside.

#### La morte ed il processo di beatificazione
Dopo aver ricevuto il sacramento dell'Unzione degli Infermi, il 1º dicembre 1980, muore. Le sue ultime parole sono state un'invocazione a Maria: "Mater mea, fiducia mea!".
Per iniziativa del Gruppo di Servizio per la Letteratura giovanile, nel 1992 fu istituito un Concorso nazionale di letteratura giovanile intitolato al nome di «Zaccaria Negroni».